# La Chaumusse
La Chaumusse é uma comuna francesa na região administrativa de Borgonha-Franco-Condado, no departamento de Jura. Estende-se por uma área de 10,62 km². Em 2010 a comuna tinha 408 habitantes (densidade: 38,4 hab./km²).